# Гологлазые пастушки
Гологлазые пастушки (лат. Gymnocrex) — род птиц из семейства пастушковых. Распространены в Индонезии и на Новой Гвинее. Небольшие пастушки длиной от 30 до 35 см с длинными ногами и голой кожей лица. Описанный только в 1996 году Gymnocrex talaudensis является эндемиком островов Талауд и был сразу отнесён МСОП к вымирающим видам (EN).

## Таксономия и этимология
Род Gymnocrex был выделен итальянским врачом и орнитологом Томаззо Сальвадори (итал. Tommaso Salvadori, 1835—1923) в 1875 году с типовым видом Gymnocrex rosenbergii.
Родовое название представляет собой сочетание др.-греч. γυμνος — «голый» и латинского названия рода Crex Bechstein, 1803.

## Места обитания
G. rosenbergii обитает в девственных и старых вторичных лесах, а также на заброшенных рисовых полях, в кустарниковых зарослях, на высоте от 150 до 1500 м над уровнем моря. G. plumbeiventris встречается в девственных лесах, в болотистых лесах, на болотистых территориях, на влажных травянистых участках у рек и озёр, а также в муссонных лесах от низменностей до возвышенностей на высоте от 1200 до 1600 м над уровнем моря. G. talaudensis часто встречается на влажных лугах и кустарниках, а также в заболоченных лесных массивах.

## Классификация
Международный союз орнитологов в состав рода включает три вида:
- Gymnocrex plumbeiventris — Гологлазый пастушок
- Gymnocrex rosenbergii (Schlegel, 1866) — Сулавесский гологлазый пастушок
- Gymnocrex talaudensis